# Tutta la notte (Sangiovanni)
Tutta la notte è un singolo del cantante italiano Sangiovanni, pubblicato il 17 febbraio 2021 come terzo estratto dal primo EP eponimo.

## Tracce
Testi e musiche di Dario Faini e Nicolas Biasin.
1. Tutta la notte – 2:41

## Classifiche

### Classifiche settimanali
| Classifica (2021) | Posizione massima |
| ----------------- | ----------------- |
| Italia            | 3                 |

### Classifiche di fine anno
| Classifica (2021) | Posizione |
| ----------------- | --------- |
| Italia            | 38        |